# Kirriemuir
Kirriemuir (gael. Cearan Mhoire) – miasto we wschodniej Szkocji, w jednostce administracyjnej (council area) Angus, położone w dolinie Strathmore.